# Pokimane
Pokimane   (Marroc, 14 de maig de 1996) pseudònim en línia d'Imane Anys és una vloguer canadenca-marroquina, streamer i YouTuber. És més coneguda per les seues retransmissions en directe a Twitch, on transmet contingut de videojocs, sobretot a League of Legends i Fortnite. El 2018, va guanyar un Shorty Award per Twitch Streamer of the Year. Dos anys més tard, va entrar al Llibre Guinness dels rècords mundials com a streamer de videojocs femení més seguida a Twitch amb 5.335.421 subscriptors, el 31 de juliol de 2020. És membre i cofundadora de OfflineTV, un grup d'entreteniment social en línia de creadors de contingut.

## Biografia
Anys va nàixer al Marroc el 14 de maig de 1996. La seua família es va traslladar a Quebec, Canadà, quan ella tenia quatre anys. Els seus pares eren acadèmics. Anys va assistir a la Universitat McMaster i va estudiar enginyeria química, però va abandonar els estudis per seguir la seua carrera d'streamer a temps complet. Actualment viu a Los Angeles.

## Carrera
Anys, va crear el seu compte de Twitch el juny de 2013. Va començar a transmetre a finals d'any amb un ordinador de 250 dòlars que va comprar a un lloc web d'anuncis classificats després d'assolir el rang de platí a League of Legends. El nom Pokimane és una combinació de Pokémon i el seu nom, Imane.
Va obtindre 450.000 seguidors a Twitch el 2017, guanyant-se un lloc dins dels 100 comptes més seguits a la plataforma. Com a resultat de l'augment del seu compte a la plataforma l'any 2017, els Shorty Awards la van nomenar Millor Twitch Streamer de l'any. Els Shorty Awards van detallar que els seus gameplays i els seus comentaris sobre el popular joc League of Legends la van impulsar a la popularitat a Twitch. Va fer un cameo en un tràiler de League of Legends, anunciant un nou mode de joc.
A finals d'octubre de 2020, Anys va col·laborar amb els representants nord-americans Alexandria Ocasio-Cortez i Ilhan Omar juntament amb diversos altres streamers notables, com ara Disguised Toast i HasanAbi, per a una sessió d' Among Us com a part d'una iniciativa de la campanya get-out-the-vote per a les Eleccions presidencials dels Estats Units del 2020.
L'octubre de 2019, es va anunciar que Anys, entre altres personalitats d'Internet, apareixeria a la pel·lícula Free Guy, dirigida per Shawn Levy, que es va estrenar l'agost de 2021.